# أهن يونغ مي
أهن يونغ مي (بالكورية: 안영미)‏ هي ممثلة كورية جنوبية، ولدت يوم 5 نوفمبر 1983 في وونجو في كوريا الجنوبية.

## روابط خارجية
- Ahn Young-mi على موقع IMDb (الإنجليزية)